# Andrzej Jurkiewicz

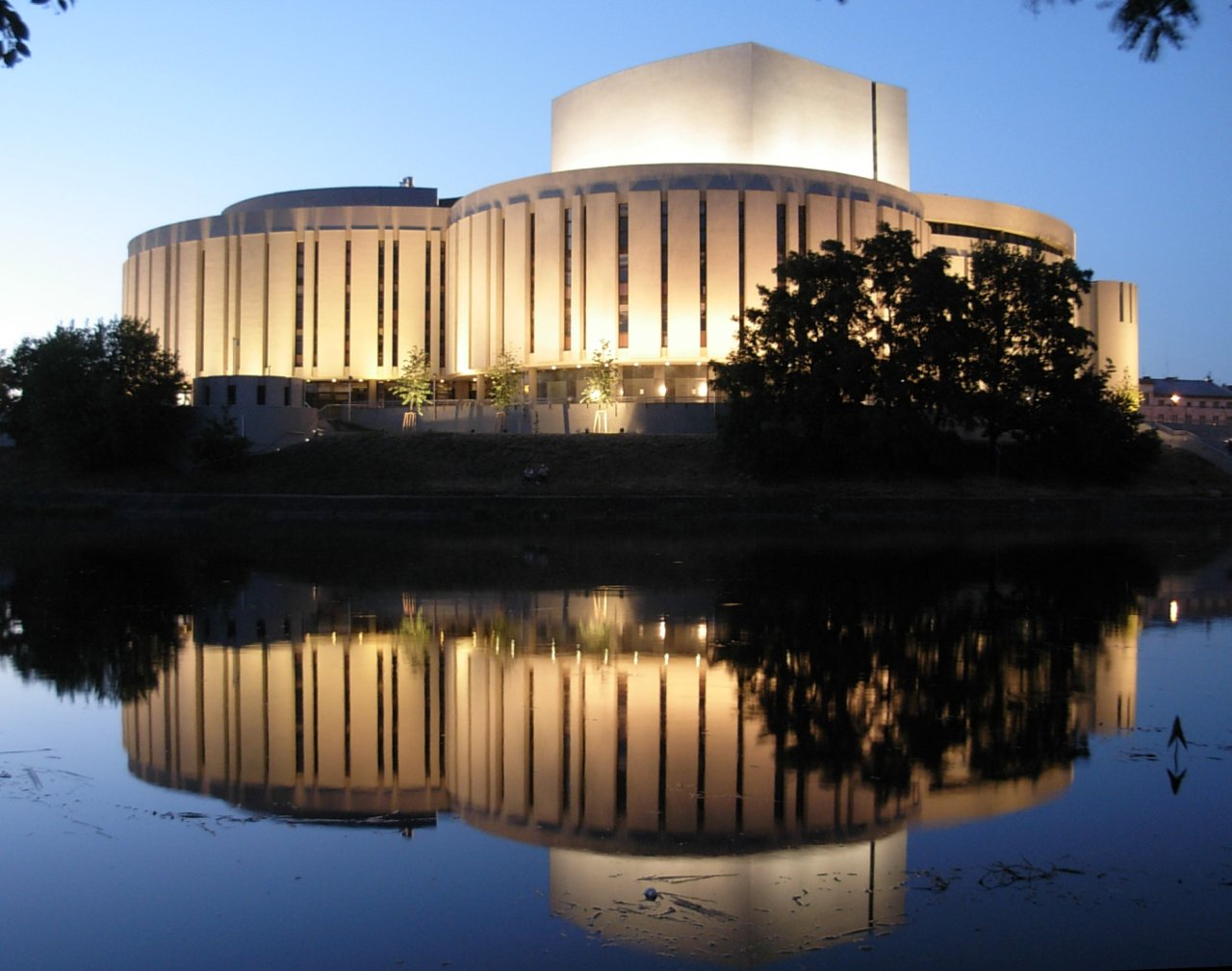
Budynek Opery Nova w Bydgoszczy

Andrzej Jurkiewicz (ur. 1931) – dyrygent operowy i symfoniczny; w latach 1990-1991 dyrektor Opery Nova w Bydgoszczy.

## Życiorys
Urodził się w 1931 roku w Toruniu. Otrzymał wykształcenie muzyczne. Pracował w Operze Wrocławskiej, a po 1972 r. w Stanach Zjednoczonych, gdzie przez szereg lat był kierownikiem muzycznym i dyrygentem orkiestr w Devon i Filadelfii. Przez 10 lat sprawował funkcję dyrektora artystycznego Berks Grand Opera w Reading.
W sierpniu 1990 r. przybył do Bydgoszczy, aby 2 listopada tego roku objąć stanowisko dyrektora naczelnego bydgoskiej Opery. Według jego pomysłu, dotychczasową Państwową Operę w Bydgoszczy zaczęto nazywać Operą Nova. Po odejściu z końcem roku Rafała Delekty, objął również po nim kierownictwo artystyczne bydgoskiej sceny muzycznej. 
W swojej pracy jako dyrektor Opery Nova skupił wysiłki na kontynuacji inwestycji nowej siedziby Opery nad Brdą. Planował przy pomocy kapitału zagranicznego uczynić obiekt wielofunkcyjnym, przystosować go do działalności telewizji, stworzyć studia nagrań i połączyć je światłowodami z salą koncertową Filharmonii Pomorskiej. Jego zamierzenia starły się jednak z okresem ustrojowej transformacji w Polsce, kiedy skończyły się państwowe dotacje, a zaczęły pracownicze i związkowe roszczenia. 
Za jego kadencji w repertuarze artystycznym Opery Nova znalazły się takie pozycje jak: „Requiem” W.A. Mozarta, „Traviata” G. Verdiego i premiera „Carmen” G. Bizeta. Andrzej Jurkiewicz dał się poznać jako w dobry kapelmistrz, dbający o muzyczny detal, panujący swobodnie nad aparatem wykonawczym. Wkrótce jednak względy pozaartystyczne, przede wszystkim konflikty z miejscową NSZZ „Solidarność” spowodowały, że złożył rezygnację ze stanowiska dyrektora, która została przyjęta 26 kwietnia 1991 r. Opuszczony przez niego fotel zajął w trybie awaryjnym dyrektor Teatru Polskiego Andrzej M. Marczewski, powołując na kierownika artystycznego Macieja Figasa.
Andrzej Jurkiewicz dalszą pracę zawodową kontynuował w Stanach Zjednoczonych.